# Pseudodellamora brevicollis
Pseudodellamora brevicollis es una especie de coleóptero de la familia Mordellidae.

## Distribución geográfica
Habita en Argel.